# Ifo Institut für Wirtschaftsforschung
Pour les articles homonymes, voir IFO.

logo

L’Ifo Institut für Wirtschaftsforschung de Munich est l'institut de recherche économique responsable de l'ifo Geschäftsklimaindex, l'indicateur très influent du moral des patrons en Allemagne, et donc du climat des affaires, établi sur la base d'une série de questions posées à environ 7 000 chefs de différentes entreprises allemandes et publié chaque mois pour chaque branche.
Le président actuel en est Clemens Fuest.